# Tinghir
Tinghīr (in berbero: ⵜⵉⵏⵖⵉⵔ, Tinɣir; in arabo تنغير‎?) è un comune del Marocco che fino al 2009 faceva parte della provincia di Ouarzazate e da tale data inserito nella nuova provincia omonima, nella regione di Drâa-Tafilalet. Gli abitanti di Tinghīr appartengono alle tribù berbere dell'Atlante.
Il nome Tinghīr dal berbero vuol dire "delle montagne", perché questo comune è circondato da montagne. Nelle sue vicinanze si trovano le gole di Todra.
Tinghīr è un'oasi lunga circa 30 chilometri e largo circa 4 chilometri. Il clima è subtropicale arido: caldo, inverni secchi in relazione all'altitudine (1.430 metri). Ci sono un paio di giorni di pioggia all'anno, con le massime precipitazioni in autunno e inverno.
La regione di Tinghīr è incuneata tra due catene montuose che si estendono per oltre 700 chilometri a sud ovest a nord-est del Marocco: l'Alto Atlante a nord, con un alto picco di oltre 4167 metri, e il Piccolo Atlante a sud. La strada da Ouarzazate a Imtghren corre parallela alle montagne.
Durante il Mesozoico, la regione fu invasa dal mare, lasciandovi spessi depositi di sedimenti ricchi di fossili marini (in particolare della classe ammoniti). Il sollevamento delle montagne dell'Atlante (soprattutto durante il Neogene) ha causato il ritiro del mare e la deformazione delle rocce in pieghe e faglie. Vento ed erosione fluviale hanno infine modellato il paesaggio del deserto di calcare e argilla. Il fiume Todgha ha ampliato questi strati di roccia, dando vita a canyon alti fino a 300 metri, ma in alcuni punti larghi solo 10 metri.
La città era sede di una cospicua e vivace comunità di ebrei berberi. Nel 1951 vi erano in città 600 ebrei, emigrati in massa negli anni successivi verso Israele.

## Galleria d'immagini

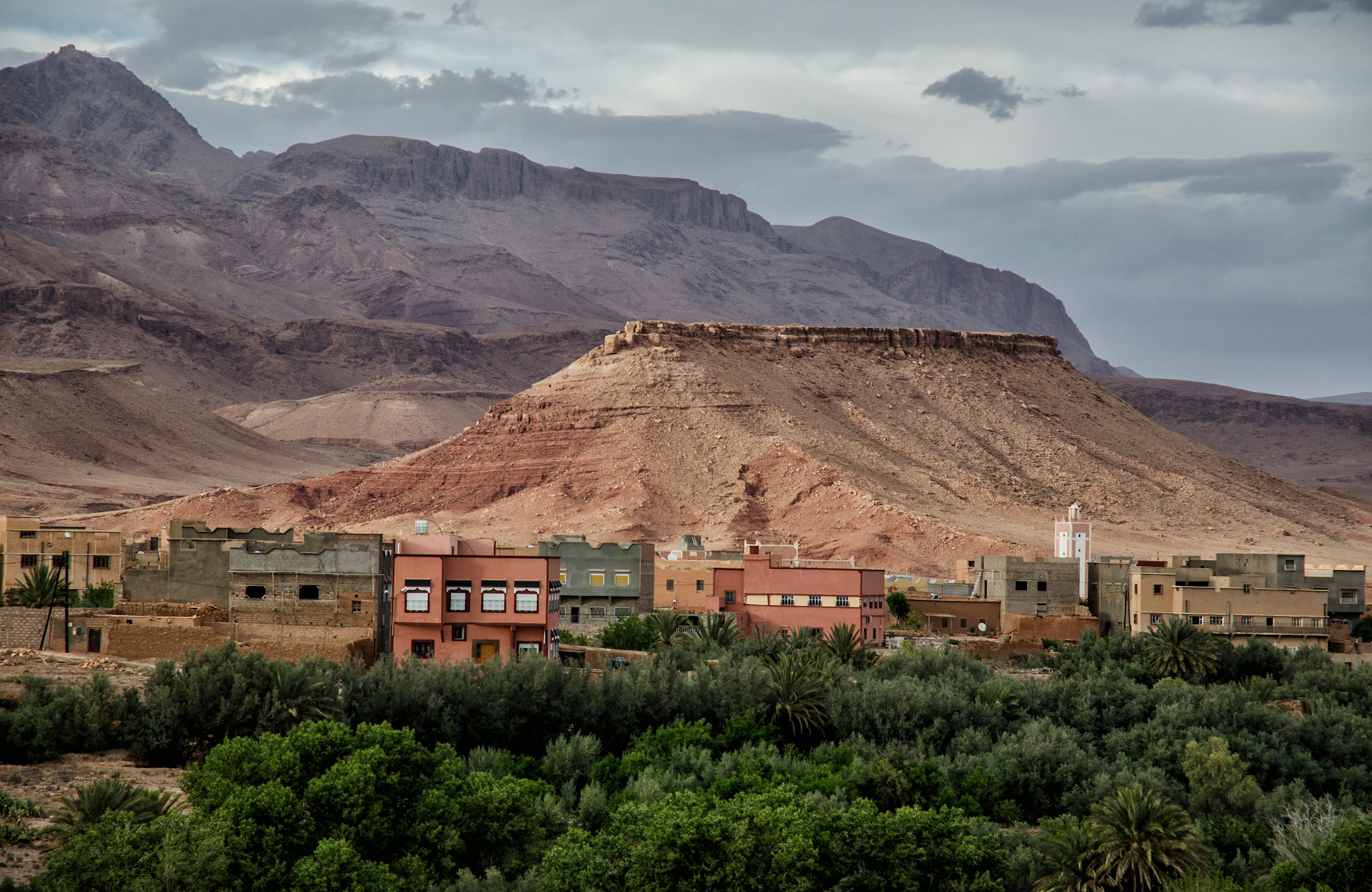
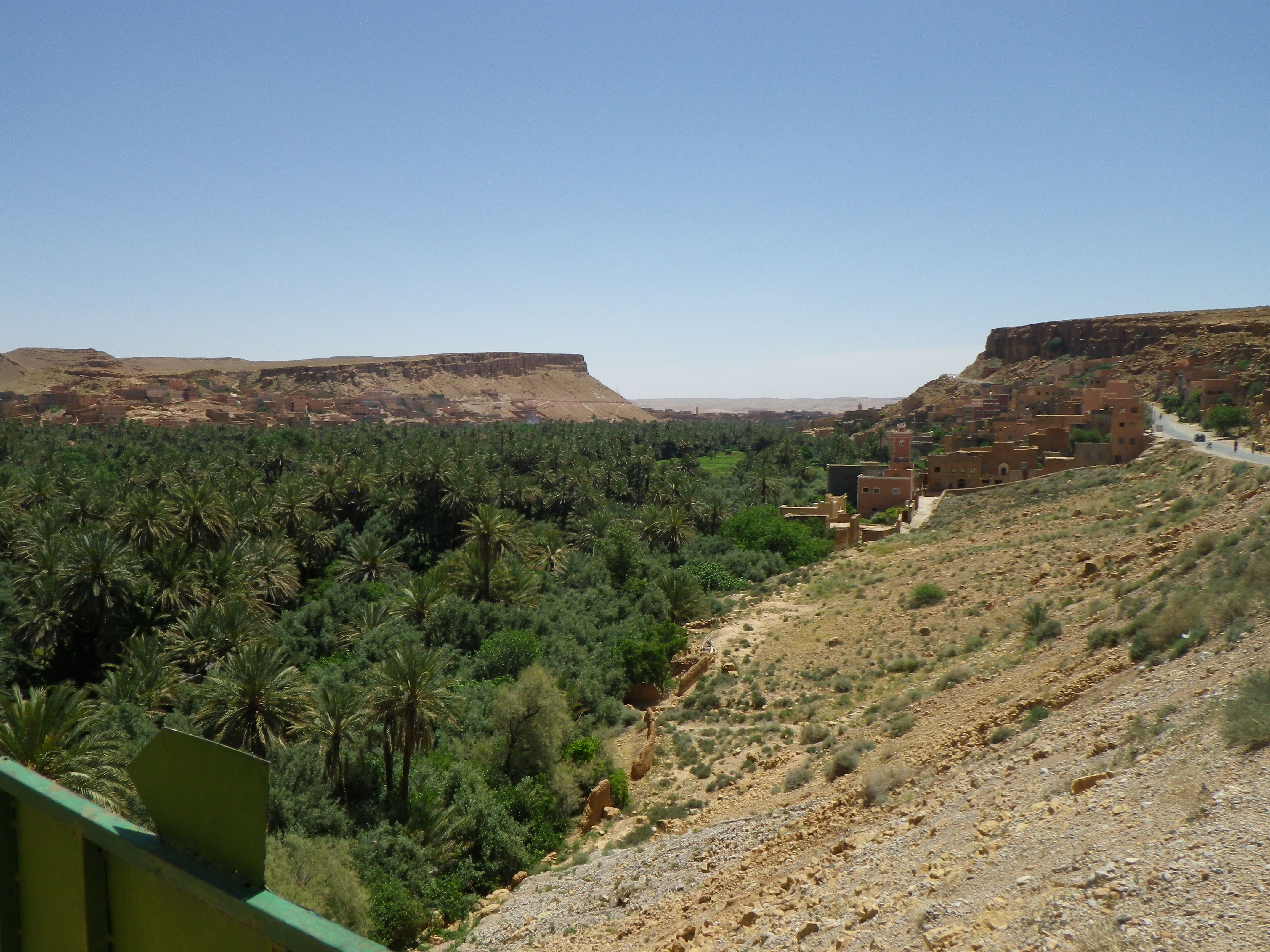